# Verla träsliperi och pappfabrik
Verla träsliperi och pappfabrik är en välbevarad nedlagd träindustri och ett världsarv i Kouvola i Kymmenedalen. Fabriken grundades 1872 och stängdes slutligen 1964.
Verla träsliperi grundades 1872 av ingenjören Hugo Neuman. Det förstördes dock i en brand 1876. År 1882 byggdes en betydligt större fabrik av Gottlieb Kreidl och Louis Haenel med både ett träsliperi och en pappfabrik. År 1892 totalförstördes torken i en brand, och därefter beslöts att återbygga den i tegel. År 1895 tegelmurades även träsliperiet och pappfabriken.
År 1920 köptes det privatägda bolaget till Kissakoski. En ny damm i anslutning till fabriken uppfördes samma år. År 1922 köptes företaget av  Kymmene AB. Tillverkningen fortsatte fram till 18 juli 1964, då verksamheten lades ned för gott. 

Upptagningsmaskinerna.

Fabriken hade åtta upptagningsmaskiner och producerade omkring 2 000 ton papp och samma mängd  slipmassa per år. Produkterna exporterades till 30 länder. Som mest arbetade 150 personer på fabriken, varav 40 procent kvinnor.

År 1972 blev fabriken ett museum. Hela anläggningen är bevarad i det skick den var vid nedläggningen 1964. Den sattes upp på Unescos världsarvslista 1996 med motiveringen: 
| ” | Träsliperiet och pappfabriken med arbetarbostäderna är ett enastående och remarkabelt välbevarat exempel på en småskalig industriell bosättning associerad med produktion av massa, papper och papp, en industri som blomstrade i nordeuropa och nordamerika på 1800-talet och i början på 1900-talet och av vilka endast en handfull finns kvar idag. | „ |